# Burnistoun
Burnistoun ist eine Sitcom-Serie von BBC Scotland, die in einem fiktiven Stadtteil von Glasgow spielt, der an das Stadtviertel Partick erinnert, und von 2009 bis 2012 ausgestrahlt wurde. Iain Connell und Robert Florence spielen die Hauptrollen. In der Serie kommen eine ehrgeizige Girlband, sowie ein Serienmörder -- der Bournistoun Butcher 
-- vor, der seine Darstellung in der lokalen Presse nicht goutiert.

## Staffeln
Die Serie umfasst drei Staffeln mit jeweils sechs Episoden. Die einzelnen Episoden verfügen über keine eigenen Titel. Der Pilotfilm wurde auf BBC Two Scotland ausgestrahlt.

## Auszeichnungen
Produzent Iain Davidson war 2011 in der Kategorie Best Entertainment Programme der BAFTA Scotland Awards nominiert.